# Гурське сільське поселення
Гу́рське сільське поселення (рос. Гурское сельское поселение) — сільське поселення у складі Комсомольського району Хабаровського краю Росії.
Адміністративний центр — селище Гурське.

## Історія
До 2012 року поселення мало статус міського, так як селище Гурське мало статус селища міського типу.

## Населення
Населення сільського поселення становить 643 особи (2019; 789 у 2010, 876 у 2002).

## Склад
До складу сільського поселення входять:
| Населений пункт | Населення, осіб (2002) | Населення, осіб (2010) |
| --------------- | ---------------------- | ---------------------- |
| 105 км, селище  | 29                     | 12                     |
| Гурське, селище | 847                    | 777                    |